# Acantholipes zuboides
Acantholipes zuboides is een vlinder van de familie van de spinneruilen (Erebidae), van de onderfamilie van de Erebinae. De wetenschappelijke naam van deze soort is voor het eerst voorgesteld door P. D. Montague in een publicatie uit 1914.
De soort komt voor in Australië.